# Montserrat Gonzálezová

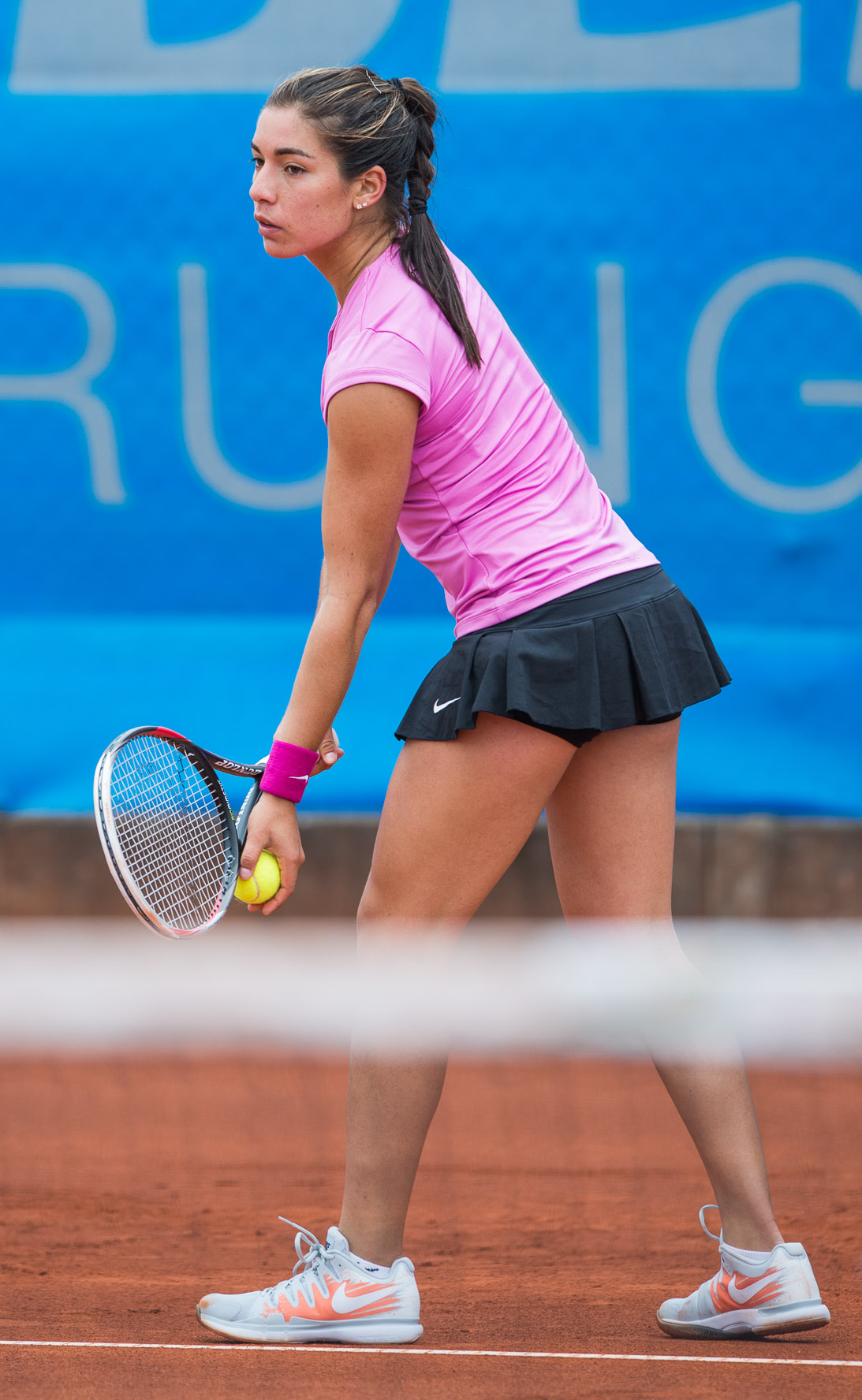
Podání na Nürnberger Versicherungscup 2014

Montserrat Gonzálezová, celým jménem Montserrat González Benítez, (* 1. července 1994 Asunción) je paraguayská profesionální tenistka. Ve své dosavadní kariéře na okruhu WTA Tour nevyhrála žádný turnaj. V rámci okruhu ITF získala do srpna 2020 deset titulů ve dvouhře a sedm ve čtyřhře.
Na žebříčku WTA byla ve dvouhře nejvýše klasifikována v září 2016 na 150. místě a ve čtyřhře pak v červnu 2017 na 170. místě. Trénuje ji Alfredo de Brix.
V paraguayském fedcupovém týmu debutovala v roce 2011 základním blokem 1. skupiny Americké zóny proti Peru, v němž prohrála dvouhru s Patricií Ku Floresovou a v páru s Cepedeovou Roygovou vyhrály čtyřhru. Paraguay přesto odešla poražena poměrem 1:2 na zápasy. Do září 2020 v soutěži nastoupila k třiceti sedmi mezistátním utkáním s bilancí 21–15 ve dvouhře a 21–5 ve čtyřhře.

## Tenisová kariéra
V juniorské čtyřhře French Open 2012 se probojovala do finále po boku Brazilky Beatriz Haddad Maiové. V boji o titul nestačily na ruskou dvojici Darja Gavrilovová a Irina Chromačovová. Na kombinovaném juniorském žebříčku ITF nejvýše figurovala v lednu 2012 na 5. místě.
V rámci hlavních soutěží událostí okruhu ITF debutovala v listopadu 2008, když na turnaji v rodném Asunciónu s dotací 10 tisíc dolarů postoupila z kvalifikace. V úvodním kole podlehla Brazilce Rebece Nevesové. Během ročníku 2013 vybojovala v této úrovni premiérový titul kariéry, když na argentinské desetitisícové události ve Villa Allende triumfovala po finálovém vítězství nad Argentinkou Constanzou Vegovou a ve čtyřhře přidala trofej s krajankou Sarou Giménezovou.
V singlu okruhu WTA Tour debutovala na bogotském Copa Colsanitas 2014, kde vypadla ve druhém kole kvalifikace s Larou Arruabarrenovou ze Španělska. Hlavní soutěž si poprvé zahrála o měsíc později na květnovém Nürnberger Versicherungscupu 2014, když do dvouhry postoupila jako tzv. šťastná poražená. V úvodním kole podlehla německé tenistce Dinah Pfizenmaierové ve dvou setech. Premiérový vítězný zápas vybojovala na červencovém Brasil Tennis Cupu 2016 ve Florianópolisu. Po výhře nad Brazilkou Gabrielou Céovou, ji zastavila japonská turnajová osmička Naomi Ósakaová, na níž uhrála jen tři gamy.
Debut v hlavní soutěži nejvyšší grandslamové kategorie zaznamenala v ženském singlu US Open 2016, do nějž prošla po zvládnuté tříkolové kvalifikaci. V ní na její raketě postupně zůstaly Michaëlla Krajiceková, Ivana Jorovićová a Bulharka Viktorija Tomovová. V úvodním kole dvouhry zdolala Černohorku Danku Kovinićovou, aby ji poté vyřadila desátá nasazená Češka Karolína Plíšková. Poprvé grandslamovou kvalifikaci odehrála na US Open 2014, kde v zahajovacím duelu nenašla recept na Julii Putincevovou z Kazachstánu.

## Finále na okruhu ITF
| Dotace turnajů okruhu ITF | Dotace turnajů okruhu ITF |
| ------------------------- | ------------------------- |
| 100 000 $ tournaments     | 80 000 $ tournaments      |
| 75 000 $ tournaments      | 60 000 $ tournaments      |
| 50 000 $ tournaments      | 25 000 $ tournaments      |
| 15 000 $ tournaments      | 10 000 $ tournaments      |

### Dvouhra: 17 (10–7)
| Stav       | č.  | datum             | turnaj                         | povrch | soupeřka ve finále     | výsledek                |
| ---------- | --- | ----------------- | ------------------------------ | ------ | ---------------------- | ----------------------- |
| Finalistka | 1.  | 22. dubna 2013    | São Paulo, Brazílie            | antuka | Roxane Vaisembergová   | 4–6, 2–6                |
| Vítězka    | 1.  | 29. dubna 2013    | Villa Allende, Argentina       | antuka | Constanza Vegová       | 6–4, 6–1                |
| Vítězka    | 2.  | 6. května 2013    | Villa María, Argentina         | antuka | Camila Silvová         | 6–3, 4–6, 6–3           |
| Vítězka    | 3.  | 27. května 2013   | Quintana Roo, Mexiko           | tvrdý  | Ana Sofía Sánchezová   | 4–6, 7–6(7–4), 7–6(7–1) |
| Finalistka | 2.  | 3. června 2013    | Quintana Roo, Mexiko           | tvrdý  | Ana Sofía Sánchezová   | 3–6, 2–6                |
| Vítězka    | 4.  | 22. července 2013 | São José dos Campos, Brazílie  | antuka | Laura Pigossiová       | 6–3, 6–2                |
| Vítězka    | 5.  | 23. září 2013     | Lambaré, Paraguay              | antuka | Lauren Albaneseová     | 6–2, 6–1                |
| Vítězka    | 6.  | 9. prosince 2013  | Mata de São João, Brazílie     | antuka | Catalina Pellová       | 6–3, 6–1                |
| Finalistka | 3.  | 21. dubna 2014    | Charlottesville, Spojené státy | antuka | Taylor Townsendová     | 2–6, 3–6                |
| Finalistka | 4.  | 21. září 2015     | Monterrey, Mexiko              | tvrdý  | Ysaline Bonaventureová | 1–6, 2–6                |
| Finalistka | 5.  | 19. října 2015    | Bucaramanga, Kolumbie          | antuka | Daniela Seguelová      | 7–6(7–0), 3–6, 4–6      |
| Vítězka    | 7.  | 18. ledna 2016    | Guarujá, Brazílie              | tvrdý  | Sorana Cîrsteaová      | 1–6, 7–6(7–5), 6–2      |
| Finalistka | 6.  | 13. června 2016   | Montpellier, Francie           | antuka | Jil Teichmannová       | 2–6, 6–7(6–8)           |
| Finalistka | 7.  | září 2017         | Charleston, Spojené státy      | antuka | Michaela Bayerlová     | 6–2, 3–6, 3–6           |
| Vítězka    | 8.  | březen 2018       | Hammámet, Tunisko              | antuka | Isabella Šinikovová    | 7–6(7–4), 6–2           |
| Vítězka    | 9.  | duben 2018        | Hammámet, Tunisko              | antuka | Lea Boškovićová        | 2–6, 6–2, 6–2           |
| Vítězka    | 10. | březen 2019       | Cancún, Mexiko                 | tvrdý  | Emily Appletonová      | 6–7(2–7), 6–1, 6–3      |

### Čtyřhra: 14 (7–7)
| Stav       | č. | datum              | turnaj                     | povrch     | spoluhráčka             | soupeřky ve finále                           | výsledek              |
| ---------- | -- | ------------------ | -------------------------- | ---------- | ----------------------- | -------------------------------------------- | --------------------- |
| Vítězka    | 1. | 29. dubna 2013     | Villa Allende, Argentina   | antuka     | Sara Giménezová         | Victoria Bosiová Aranza Salutová             | 6–4, 6–0              |
| Finalistka | 1. | 10. června 2013    | Quintana Roo, Mexiko       | tvrdý      | Victoria Bosiová        | Macall Harkinsová Zoë Gwen Scandalisová      | 4–6, 6–3, [6–10]      |
| Finalistka | 2. | 23. září 2013      | Lambaré, Paraguay          | antuka     | Sara Giménezová         | Carla Bruzzesi Avellová Carolina Zeballosová | 2–6, 5–7              |
| Finalistka | 3. | 9. prosince 2013   | Mata de São João, Brazílie | antuka     | Carolina Zeballosová    | Paula Cristina Gonçalvesová Laura Pigossiová | 2–6, 2–6              |
| Vítězka    | 2. | 24. srpna 2015     | San Luis Potosí, Mexiko    | tvrdý      | Ana Sofía Sánchezová    | Maria Fernanda Alvesová Laura Pigossiová     | 4–6, 6–3, [10–8]      |
| Finalistka | 4. | 19. října 2015     | Bucaramanga, Kolumbie      | antuka     | Francesca Segarelliová  | Aleksandrina Najdenovová Daniela Seguelová   | 2–6, 6–7(3–7)         |
| Vítězka    | 3. | 23. listopadu 2015 | Santiago, Chile            | antuka     | Ana Sofía Sánchezová    | Catalina Pellová Daniela Seguelová           | 6–4, 7–6(7–3)         |
| Finalistka | 5. | květen 2017        | Saint-Gaudens, Francie     | antuka     | Sílvia Soler Espinosová | Čang Kchaj-čen Chan Sin-jün                  | 5–7, 1–6              |
| Finalistka | 6. | červen 2017        | Brescia, Itálie            | antuka     | Ilona Kremenová         | Julia Glušková Priscilla Honová              | 6–2, 6–7(4–7), [8–10] |
| Vítězka    | 4. | červen 2017        | Barcelona, Španělsko       | antuka     | Sílvia Soler Espinosová | Julia Glušková Priscilla Honová              | 6–4, 6–3              |
| Vítězka    | 5. | březen 2018        | Hammámet, Tunisko          | antuka     | Laura Pigossiová        | Camilla Scalová Isabella Šinikovová          | 6–2, 6–0              |
| Finalistka | 7. | duben 2018         | Hammámet, Tunisko          | antuka     | Jessica Hoová           | Vanda Lukácsová Natalia Siedliská            | 4–6, 5–7              |
| Vítězka    | 6. | červen 2018        | Madrid, Španělsko          | antuka (h) | Wang Si-jü              | Anastasija Pribylovová Raluca Șerbanová      | 6–4, 7–6(7–4)         |
| Vítězka    | 7. | červenec 2018      | Porto, Portugalsko         | antuka     | Laura Pigossiová        | Cristina Bucșová Ramu Uedová                 | 7–5, 6–0              |

## Finále na juniorském Grand Slamu

### Čtyřhra juniorek: 1 (0–1)
| Stav       | Rok  | Turnaj      | Povrch | Spoluhráčka           | Soupeřky ve finále                   | Výsledek         |
| ---------- | ---- | ----------- | ------ | --------------------- | ------------------------------------ | ---------------- |
| Finalistka | 2012 | French Open | antuka | Beatriz Haddad Maiová | Darja Gavrilovová Irina Chromačovová | 6–4, 4–6, [8–10] |